# Chryseida inopinata
Chryseida inopinata är en stekelart som beskrevs av Charles Thomas Brues 1907. Chryseida inopinata ingår i släktet Chryseida och familjen kragglanssteklar. Inga underarter finns listade i Catalogue of Life.